# Zavrh (Brod Moravice)
Pour les articles homonymes, voir Zavrh.
Zavrh est une localité de Croatie située dans la municipalité de Brod Moravice, comitat de Primorje-Gorski Kotar. En 2001, la localité comptait 1 habitant.

## Démographie
| 1948 | 1953 | 1961 | 1971 | 1981 | 1991 | 2001 |
| ---- | ---- | ---- | ---- | ---- | ---- | ---- |
| 35   | 31   | 28   | 23   | 16   | 5    | 1    |